# Encyclopédie

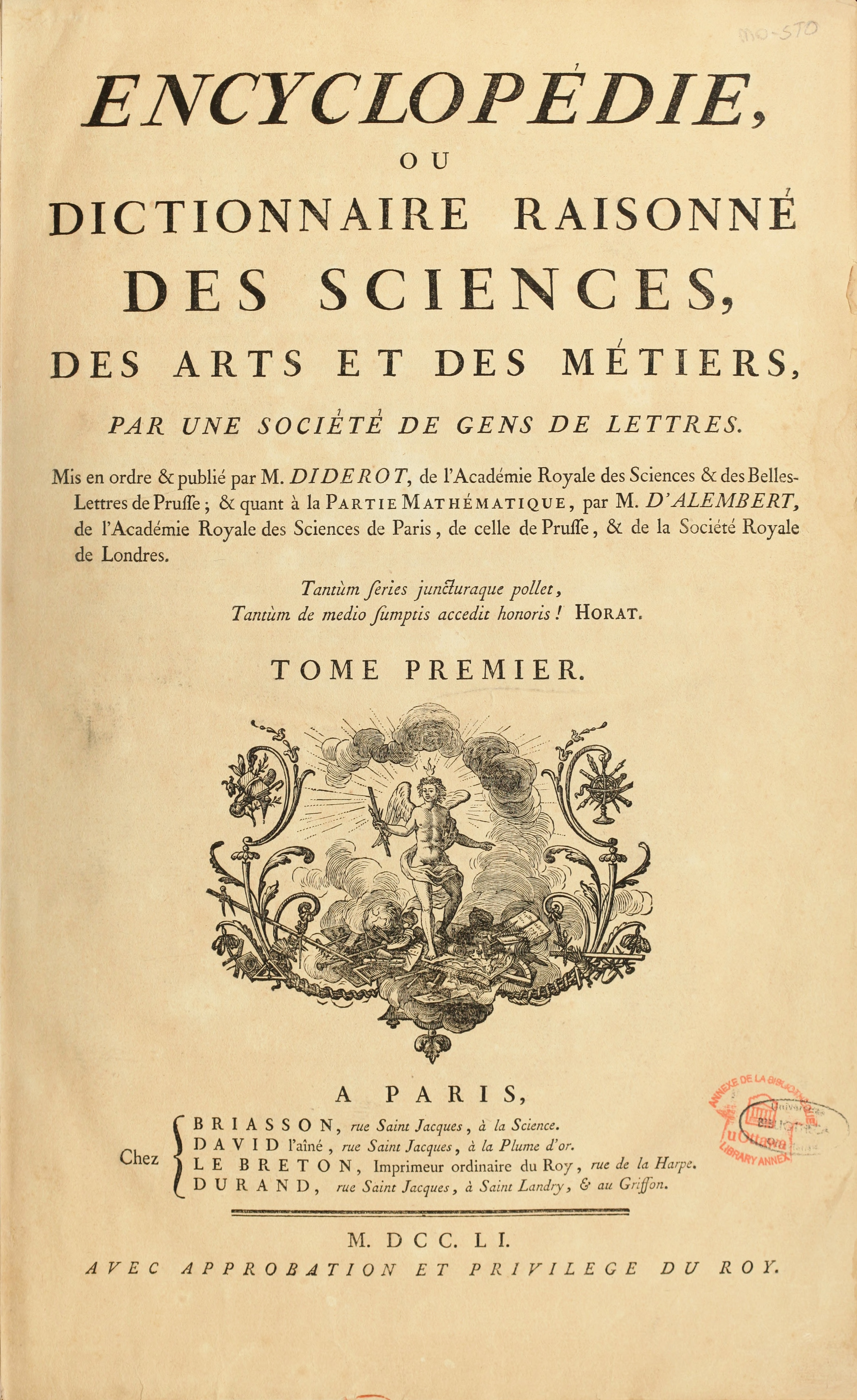
Titelpagina van de Encyclopédie

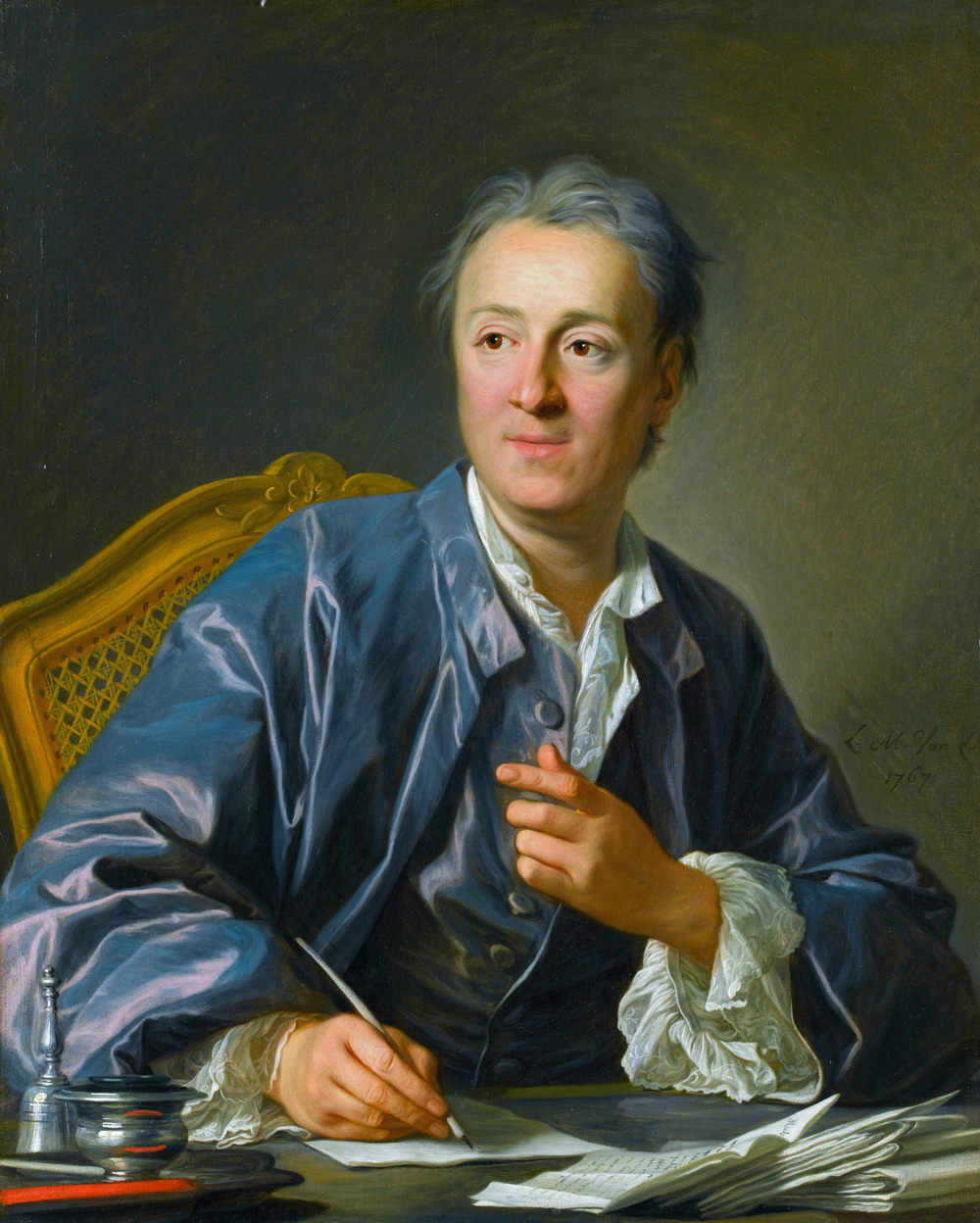
Denis Diderot

Jean le Rond d'Alembert

De Encyclopédie ou dictionnaire raisonné des sciences, des arts et des métiers ("Encyclopedie of beargumenteerd woordenboek van de wetenschappen, kunsten en beroepen") is een achttiende-eeuwse encyclopedie. De eerste 28 delen zijn in Frankrijk gepubliceerd tussen 1751 en 1772. Het werk was een artistieke en intellectuele onderneming, die het boegbeeld werd van de Verlichting in Frankrijk. Naar de redacteuren Denis Diderot en Jean le Rond d'Alembert, wordt dit werk ook wel aangeduid als de 'Encyclopedie van Diderot en d'Alembert'. De verlichte medewerkers die ze rond zich verzamelden, worden de Encyclopedisten genoemd. Hun werk werd in katholiek Europa en in Rusland verboden, maar kende echter grote verspreiding en weerklank.

## Voorgeschiedenis
In de 17e eeuw begon de Académie des sciences, op instigatie van Colbert, aan een encyclopedische Description des arts et métiers, waarvan de redactie vanaf 1709 in handen was van Réaumur. Vanuit de hoek van de jezuïeten, steeds begaan met opvoeding, kwam de Dictionnaire de Trévoux, oorspronkelijk een woordenboek, de concurrentie aanbinden met de Dictionnaire de Furetière. De uitgever van de Encyclopédie zag een markt voor een uitgebreider werk, dat oorspronkelijk gedacht was als een Franse vertaling van de Engelse Cyclopaedia van Ephraim Chambers uit 1728. De uitgave zou gefinancierd worden door voorintekening. Er werd een koninklijk privilege aangevraagd en het werk zou vier volumes tekst, één volume illustraties, en één bijlage bevatten. Voor 145 Franse ponden zou de inschrijver het eerste deel in 1746 ontvangen, en de verdere delen in 1748. Het werkvolume werd onderschat en uitgever en vertalers maakten ruzie – er kwam een handgemeen van.

## Totstandkoming
Diderot en Jean le Rond d'Alembert vervoegden het redactieteam in 1747 en namen de leiding van het immer uitdijende werk. Zij stelden een grote groep medewerkers aan om originele bijdragen te leveren. Diderot zou vijfentwintig jaar lang het titanenwerk leiden. In 1750 was de prospectus klaar, en konden de lezers inschrijven: tien delen (acht tekst, twee illustraties) voor 372 Franse ponden. Het eerste deel kwam uit in 1751 en was een succes. Uiteindelijk betaalden de inschrijvers 980 ponden voor 26 delen in folioformaat.
In de woorden van Diderot had de Encyclopédie tot doel:
- de kennis bijeen te brengen die verspreid is over de wereld;
- er het algemene systeem van te laten zien aan onze tijdgenoten;
- en dat door te geven aan de mensen die na ons komen;
- opdat de werken uit voorbije eeuwen niet nutteloos geweest zullen zijn voor de komende eeuwen;
- en opdat onze nakomelingen, beter onderlegd, tevens deugdzamer en gelukkiger worden;
- en opdat wij niet zullen sterven zonder ons verdienstelijk gemaakt te hebben jegens de mensheid.

Diderot en d'Alembert namen zelf de pen ter hand. Diderot schreef 6.000 van de 72.000 artikelen. Andere auteurs waren onder meer Jaucourt (14 of 18.000 artikelen), Montesquieu, Rousseau en Voltaire. Diderot was de eerste om toe te geven dat een uniform kwaliteitsniveau met zoveel auteurs nagenoeg ondoenbaar was:

Hier zijn we opgezwollen en vol lucht, daar zijn we mager, klein, onooglijk en uitgemergeld. Op weer een andere plaats lijken we wel op een skelet en op een vierde opgepompt, we zijn bij toerbeurt dwergen en reuzen, kolossen en pygmeeën, recht en goed geproportioneerd, of gebocheld, kreupel en misvormd. Voeg bij al deze groteske vormen een betoog dat nu eens abstract is, duister of vergezocht, en dan weer slordig of wijdlopig... Maar deze tekortkomingen zijn onontkoombaar bij een eerste poging en zullen in later eeuwen worden hersteld.

Van de 28 delen waren er elf bestemd voor illustraties (gravures). Dit gigantische project kon alleen slagen dankzij de vóórintekening van particulieren. Die intekenaars bleken later meer te moeten betalen voor het uitdijende project. De redacteuren en drukkers kregen het van de inschrijvers zwaar te verduren.
De redacteuren hielden zich niet steeds aan de inhoud. In plaats van een compendium van alle kennis uit te geven, gleden subversieve ideeën tussen hun artikelen. Waar de inschrijvers een op feiten gebaseerde Encyclopédie verwachtten, kregen ze polemische lemma's waarvan 'Prêtres' (priesters) het meest controversiële was. Holbach opende dit met: Il est doux de dominer sur ses semblables: 'Het is heerlijk om over je medemensen te heersen'. Ook vermeldenswaard is het lemma 'Représentant', dat de burger definieert als bezitter: "c'est la propriété qui fait le citoyen". Het lemma 'Grains' (graan) zette de fysiocratische theorie uiteen, bewerend dat industrie de economie niets opleverde en arbeid aan de landbouw onttrok. De Encyclopédie werd de "oorlogsmachine" van de Philosophes.

## Censuur
De redacteuren moesten herhaaldelijk onderhandelen met Chrétien-Guillaume de Lamoignon de Malesherbes, directeur van de Koninklijke Bibliotheek en hoofd van de Censuur. Uit respect voor staat en kerk kon hij de publicatie verbieden, wat enkele keren gebeurde. Dankzij adellijke vrienden die dicht bij koning Lodewijk XV stonden, waaronder Madame de Pompadour, kon het project telkens voortgezet worden. In 1752 werd de uitgave een eerste keer verboden. Na de mislukte aanslag van Damiens op Lodewijk XV werd de tegenstand tegen de Encyclopédie heviger. Tot dan toe werden de verboden met de hulp van de koninklijke censor omzeild. De "devote" partij aan het hof meende dat de Encyclopédie staatsgevaarlijk was. De aanvallen op godsdienst en staat waren expliciet.
Onder paus Benedictus XIV plaatste de Heilige Congregatie van de Index de Parijse editie van de Encyclopédie in 1758 op de lijst van verboden boeken, tot correcties zouden zijn aangebracht (donec corrigatur). Op aangeven van de Inquisitie, in het bijzonder van Mario Sarti, werd dit het jaar nadien verstrengd: op 5 maart 1759 veroordeelde paus Clemens XIII het werk en verbood hij de publicatie in alle plaatsen en in alle talen, ook van toekomstige delen. Katholieken moesten op straf van grote excommunicatie de exemplaren in hun bezit verbranden.
D'Alembert verliet de redactie en het koninklijk privilege werd in 1759 ingetrokken. Niettemin slaagt Diderot erin, met hulp van de koninklijke censor Malesherbes, het werk te voltooien in 1765. Een laatste deel illustraties verscheen in 1772.

## Verspreiding
De Encyclopedie werd een ongekend succes. Van de oorspronkelijk eerste editie zijn 4.250 exemplaren gedrukt. Spoedig zagen herziene uitgaven en clandestiene versies (roofdrukken) het licht. Tussen 1776 en 1780 verscheen – onder een nieuwe redactie – een omvangrijk Supplement (Supplément à l'Encyclopédie), met vier delen artikelen en een deel illustraties. Naar schatting waren er omstreeks de Franse Revolutie 24.000 exemplaren in omloop.

## Galerie

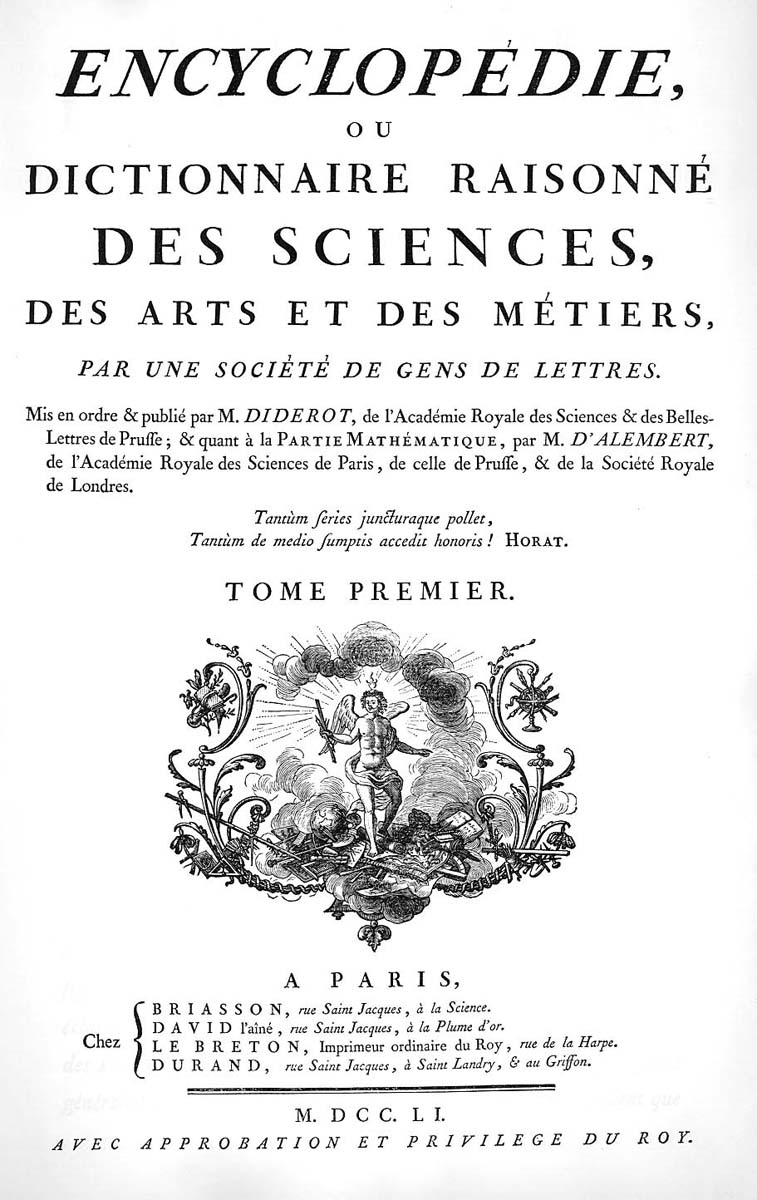
Encyclopédie Voorpagina deel I
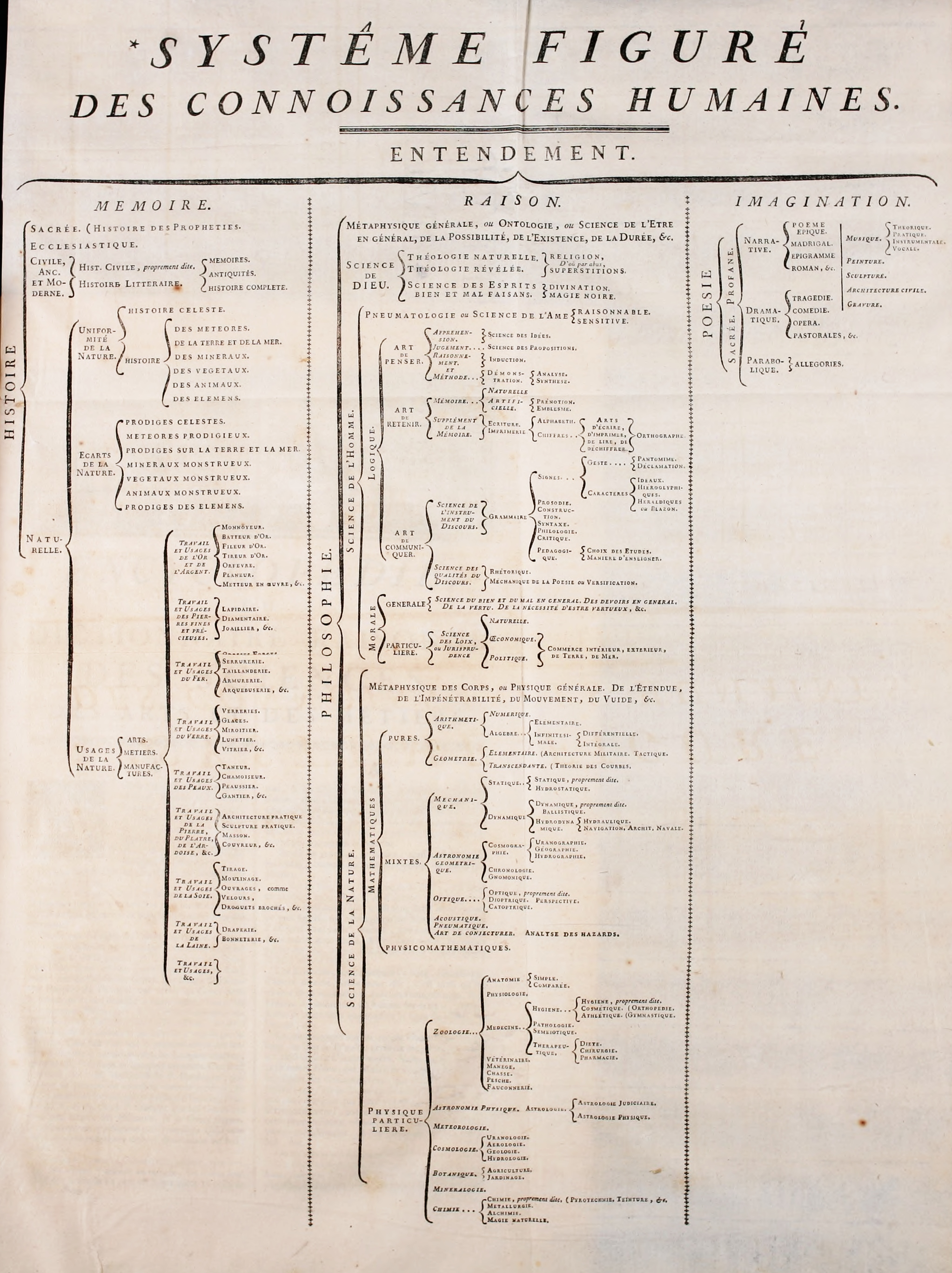
Kennisboom, structuur van de Encyclopédie
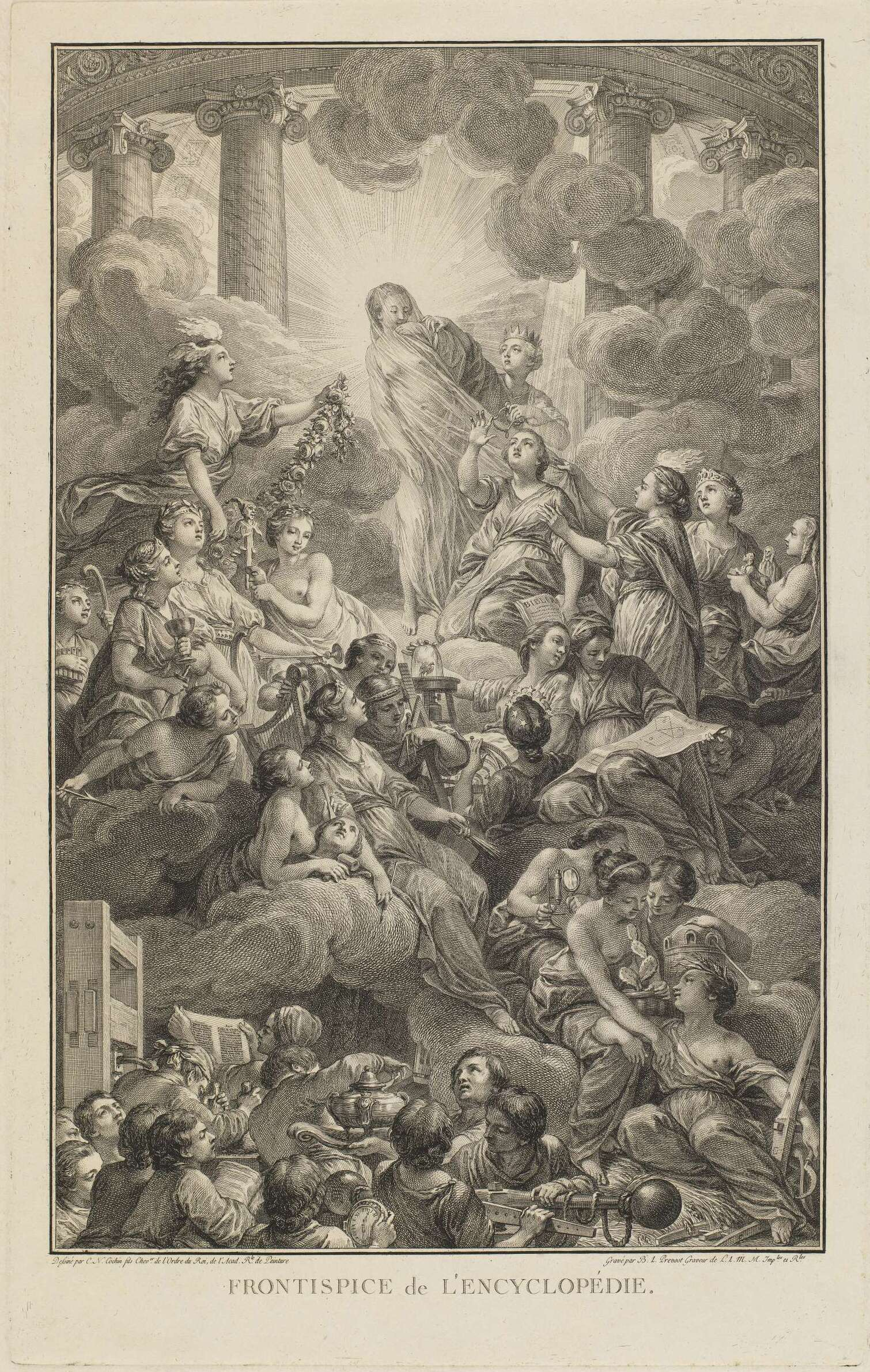
Frontispice uit 1772
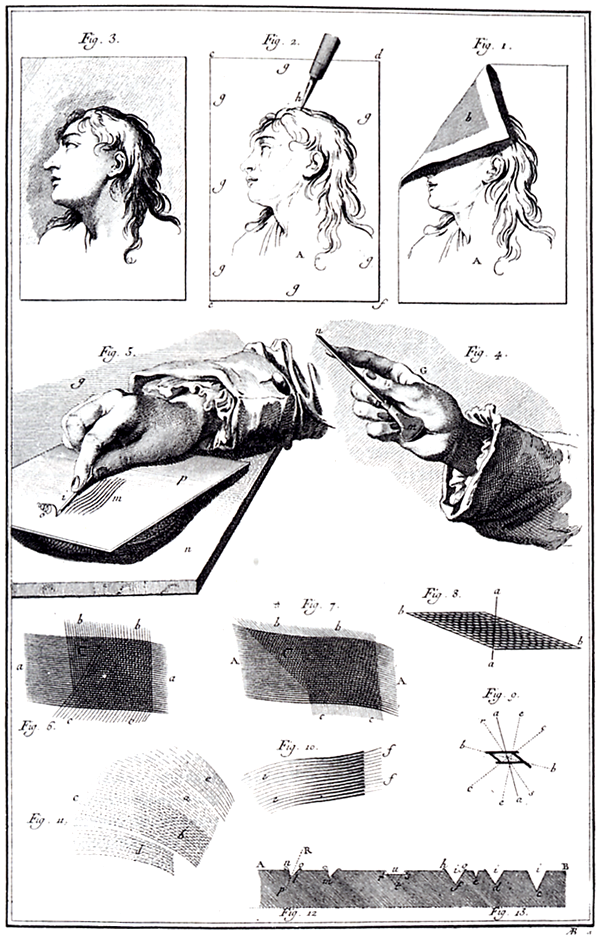
Het maken van gravures
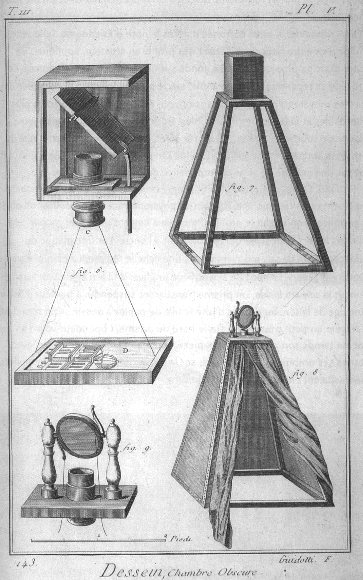
Camera obscura
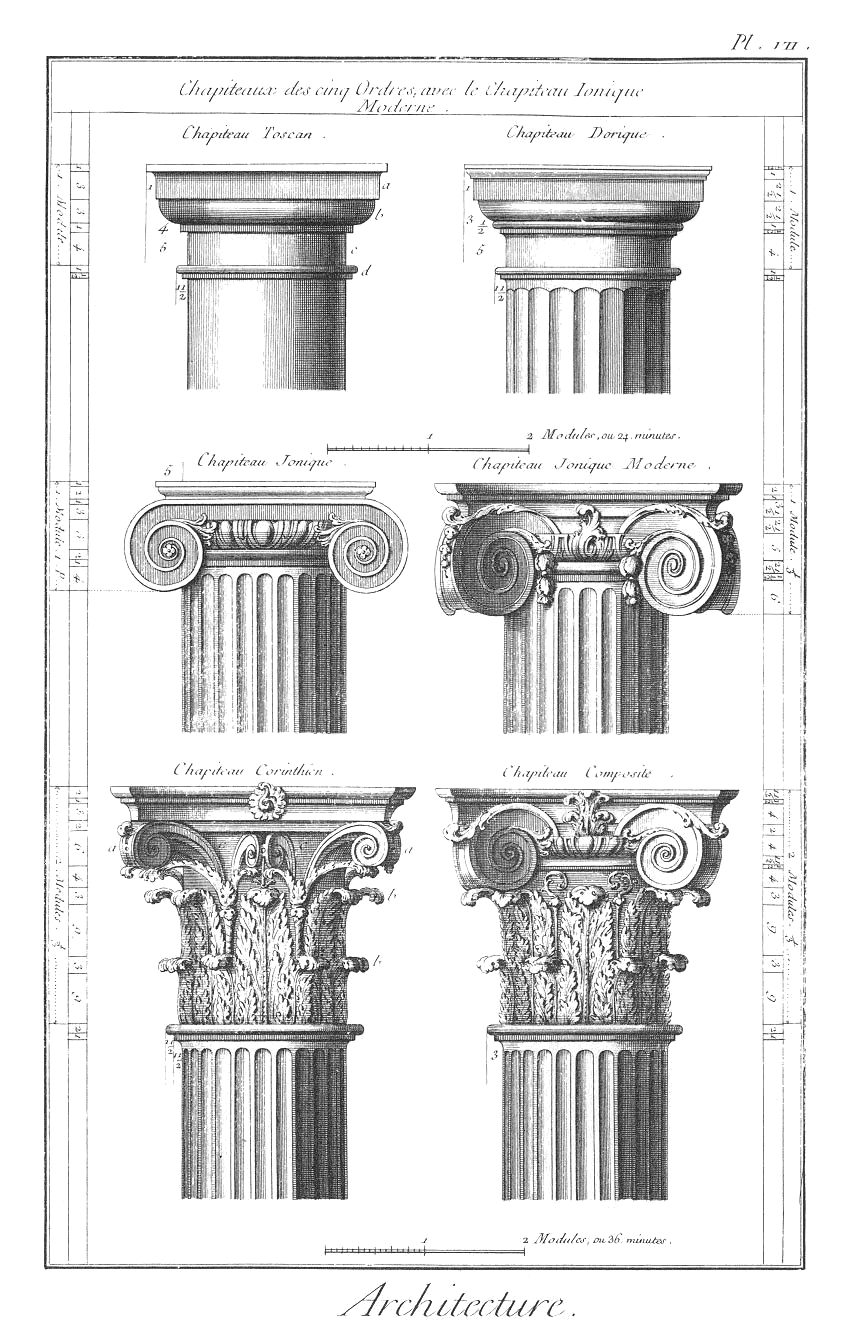
Klassieke zuilen
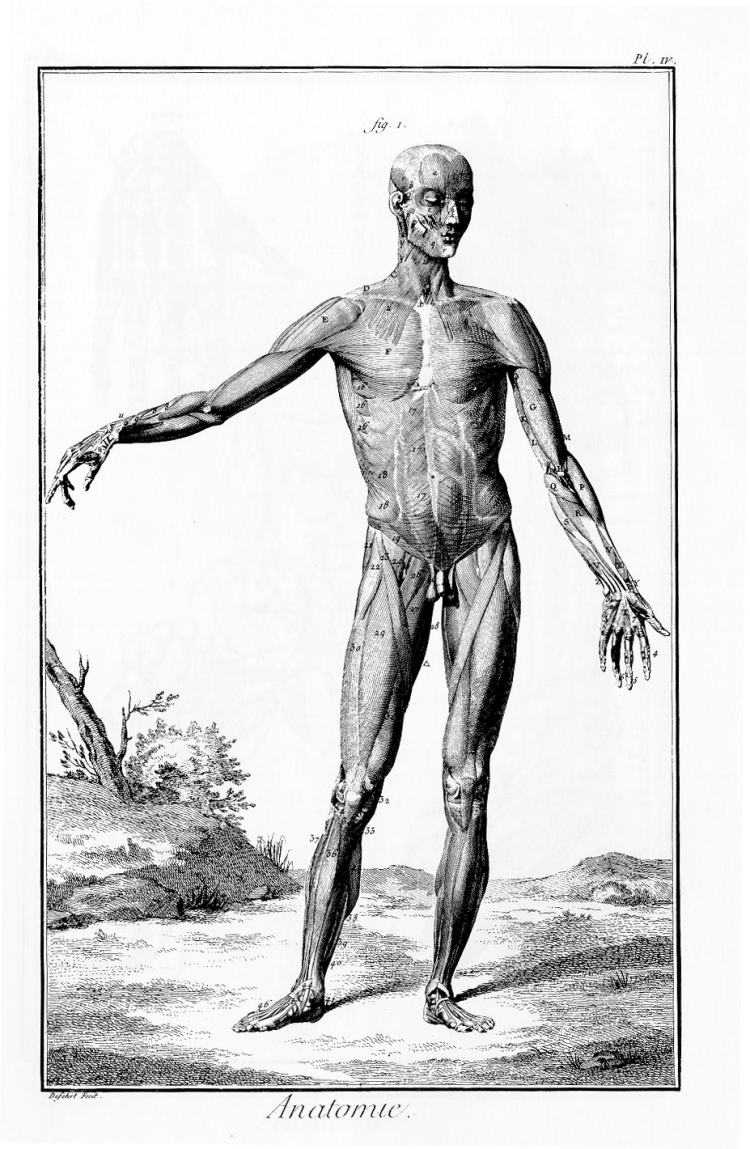
De menselijke anatomie